# Poxdorf (Bad Neualbenreuth)
Poxdorf ist ein Gemeindeteil des Marktes Bad Neualbenreuth im oberpfälzischen Landkreis Tirschenreuth. Das Dorf liegt im Tal des Fraisbaches (mundartlich Fraischbach), der seinen Namen von der Frais erhielt. Der Ort hat 15 Hausnummern (im Jahr 2023). Darunter sind neun landwirtschaftliche Anwesen, die jedoch größtenteils nicht mehr bewirtschaftet werden. Der Fremdenverkehr ist für den Ort nicht unbedeutend. Im Jahr 1970 lebten 55 Einwohner in Poxdorf, 1987 waren es 46.

## Baudenkmäler
- Liste der Baudenkmäler in Poxdorf